# IJ
Ĳ (gemenform: ĳ) är en ligatur sammansatt av bokstäverna i och j och används ofta i nederländskan. Den räknas som en egen bokstav – fastän den i de flesta typsnitt visas som i och j med litet avstånd emellan. En orsak till att den uppfattas som en ligatur är att i situationer där ett ord skall skrivas med inledande versal, skall både i och j vara versala, till exempel skall floden IJ och sjön IJsselmeer stavas så. I handskrift skrivs det versala tecknet ihop ovantill och det gemena tecknet som ett ÿ, vilket även förekommer i mer informella privata tryckta texter.
IJ är nederländska alfabetets 25:e bokstav.

## Avstavning
Vrijdag kan avstavas på två sätt, beroende av om stavaren uppfattar ĳ som en bokstav eller inte:
- V-R-IJ-D-A-G
- V-R-I-J-D-A-G

## Uttal, sammanblandning

Benägenhet till sammanblandning: (1) i + j, (2) ligaturen ĳ, (3) y med trema, (4) y i Garamond

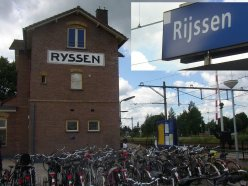
Namnet på en nederländsk järnvägsstation

Ett ĳ i skriven nederländska uttalas i regel som diftongen [ɛi]. På standardnederländska, och de flesta nederländska dialekter, kan diftongen [ɛi] stavas som både ĳ och ei. Detta kan skapa förvirring hos skolelever och de får helst studera listor med ord med ei och ĳ. För att skilja mellan dessa, kallas ĳ ofta lange ĳ (långt ĳ) och ei korte ei (kort ei) eller bara E-I. Namnet lange ĳ kommer troligen av att den sträcker sig ned under linjen när den skrivs, inte av uttalet eftersom bägge ljuden uttalas likadant.

## ijochy
En del namn, speciellt inom sport, skrivs ofta internationellt med y i stället för ij. Några exempel är fotbollsspelarna Johan Cruyff och Ruud van Nistelrooy. Då en klubb avancerade i europacuperna på 1970-talet, bytte Fotbollsklubben Feijenoord från Rotterdam officiellt namn till Feyenoord, medan stadsdelen som har gett namn till klubben fortsatte att heta Feijenoord. Bilföretaget Spyker hette ursprungligen Spĳker. När folk skriver på talspråk används nästan uteslutande "y" för "ij" i alla berörda ord.
I afrikaans, ett språk som härstammar ur nederländska, är ij mestadels ersatt med y, exempel: "du", nederländska: jij, afrikaans: jy, "alltid", nederländska: altijd, afrikaans: altyd.

## Datateknik
Det finns stöd i Unicode för de sammanskrivna digraferna Ĳ (nummer U+0132) och ĳ (nummer U+0133). Äldre kodningar såsom Latin-1 stöder inte digraferna.